# أليكسيا براين
أليكسيا براين (بالنرويجية البوكمول: Alexia Bryn)‏ هي متزلجة فنية نرويجية، ولدت في 24 مارس 1889 في كريستيانية في النرويج، وتوفيت في 19 يوليو 1983 في أوسلو في النرويج.

## وصلات خارجية
- أليكسيا براين على موقع اللجنة الأولمبية الدولية (الإنجليزية)
- أليكسيا براين على موقع أوليمبيديا (الإنجليزية)